# SM St. Michael Sandakan

Logo der Sekundarschule SM St. Michael Sandakan

Die SM St. Michael Sandakan (englisch St. Michael’s Secondary School) ist eine Sekundarschule (malaiisch sekolah menengah (SM)) in der malaysischen Stadt Sandakan im Bundesstaat Sabah. Sie wurde 1888 vom anglikanischen Geistlichen William Henry Elton gegründet, der auch als die neben der Schule stehende Kirche St. Michael’s and All Angels erbaute. Die Schule ist die zweitälteste Schule in Sabah.

## Geschichte
Gründung
Die Stadt Sandakan hatte bald nach ihrer Gründung um einen Priester für die anglikanische Gemeinde gebeten. 1888 wurde Reverend William Henry Elton als anglikanischer Priester für Sandakan berufen. Er traf am 2. September 1888 in Sandakan ein. Von Gouverneur Charles Vandeleur Creagh bekam er die Vollmacht, ein unbebautes Stück Land für den Bau einer Missionsstation auszuwählen. Assistiert von von Donop erkundete er in den folgenden Wochen den dicht an die Stadt grenzenden Dschungel und fand schließlich ein zwei Hektar großes Grundstück auf dem nach ihm benannten Hügel Elton Hill, das ihm für den Bau einer vorläufigen Kirche mit zugehörigem Vikariat, einer Schule für Jungen, einer Schule für Mädchen und den notwendigen Nebengebäuden geeignet schien. Die Pläne Eltons wurden am 5. Oktober 1888 in einer Generalversammlung der anglikanischen Kirchengemeinde Sandakan einstimmig angenommen.
Die Elton-Ära
Die Anfänge der Knabenschule waren eher bescheiden; in den ersten beiden Monaten gab es nur einen Schüler mit dem Reverend Elton das Abkommen schloss, dass dieser ihm die Malaiische Sprache beibrachte und er dafür den Schüler in Englischer Sprache unterrichtete. In Ermangelung eines Schulgebäudes fand der Unterricht zunächst in einer Baracke statt, die der Regierung von Nordborneo zuvor als Apotheke gedient hatte. Nach drei Monaten war die Zahl der Schüler auf sechs angewachsen und da Elton sich dem Bau der Kirche kümmern musste, sandte ihm Bischof George Frederick Hose 1889 aus Sarawak einen Priesteranwärter zur Unterstützung. Mit drei Alumnen startete nun auch das zur Schule gehörende Internat. Im September 1892 bekam die Schule ihren ersten Englischlehrer. J. Patrick, der erste Schulleiter, blieb drei Jahre und als er Sandakan verließ, musste Elton neben seinem seelsorgerlichen Amt und dem Kirchenbau sich wieder allein um die Schule und die mittlerweile 20 Internatsschüler kümmern.
Die ersten Jahre der unter dem Namen Church of England School firmierenden Einrichtung waren gekennzeichnet von einem ständigen Wechsel der Schulleiter. Erst 1901 kehrte mit Eltons ältestem Sohn Henry eine Art Beständigkeit auf Elton Hill ein. Als Schulleiter blieb Henry Elton für die nächsten zwölf Jahre im Amt.

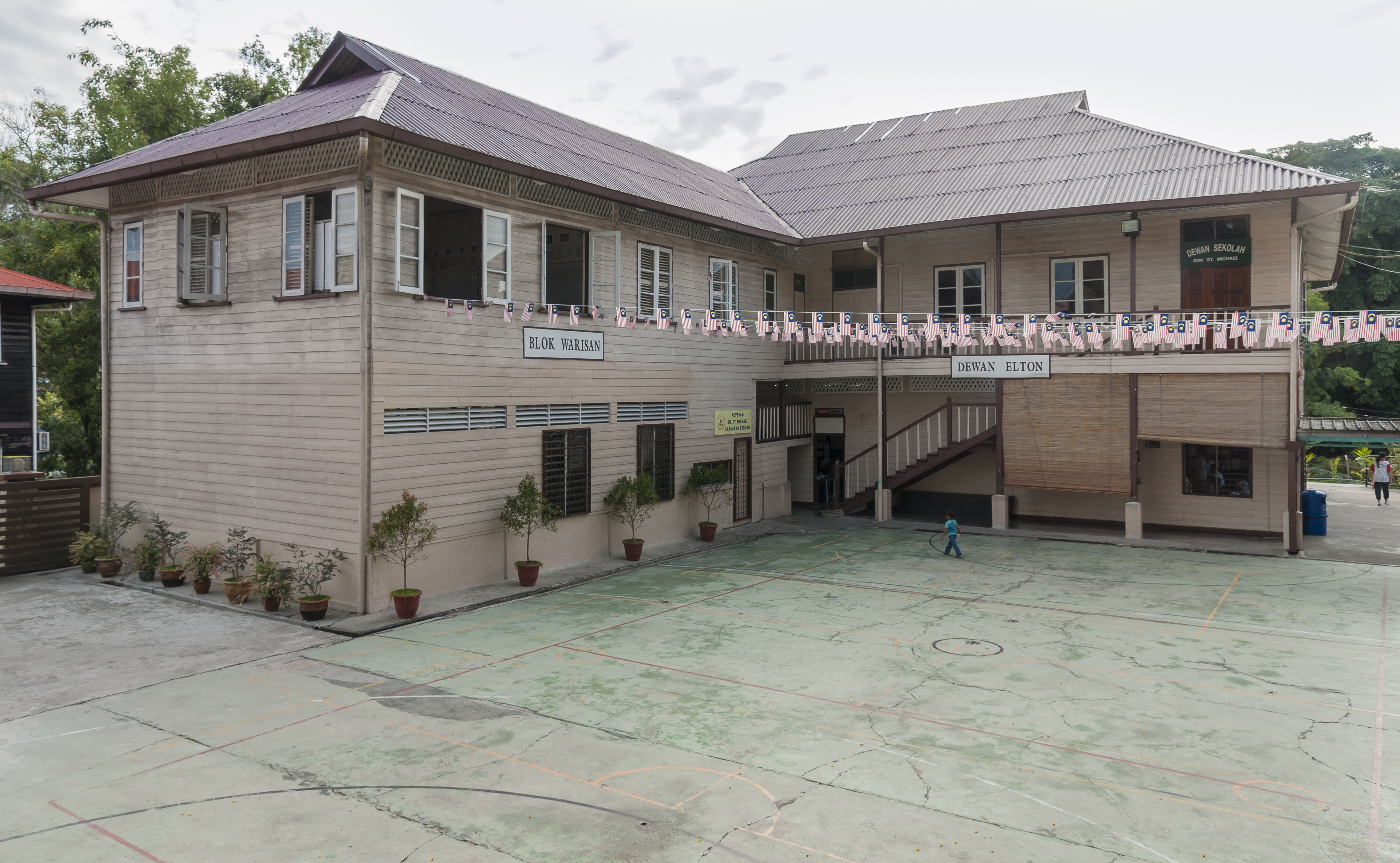
Der historische Flügel der 1888 gegründeten St. Michael’s School

In der Nacht des 31. Oktobers 1904 wurde die Schule von einem tropischen Wirbelsturm zerstört. Die Internatsschüler mussten evakuiert werden und fanden im unfertigen, aber durch die Steinbauweise geschützten Chorraum der Kirche Zuflucht. Der Schulbetrieb ging zunächst in provisorischen Räumen weiter. Reverend Elton sah die Zeit gekommen, für die Knabenschule ein dauerhaftes Gebäude zu errichten. Mit finanzieller Unterstützung durch die Society for the Propagation of the Gospel in Foreign Parts (SPG) und die Society for Promoting Christian Knowledge (SPCK), zwei anglikanischen Missionsgesellschaften wurde der Bau im Juli 1906 begonnen. Unter Verwendung von Schindeln und tropischem Hartholz des früheren, provisorischen Kirchendaches entstand ein zweistöckiges Schulgebäude. Das Gebäude wurde im April 1907 eingeweiht und überdauerte bis zum Zweiten Weltkrieg. Das obere Stockwerk bildete das Internat, in dem Schüler für einen Monatsbeitrag von neun Straits-Dollar aufgenommen wurden. Dieser Betrag beinhaltete bereits die Schulgebühren. Die Schülerzahlen stiegen nun beständig an und erreichten im April 1911 die Zahl von 90 Schülern. Damit wurde es notwendig, die Wohnung des Schulleiters aus dem Schulgebäude auszugliedern, um mehr Platz für die Schüler zu schaffen. Das Haus für den Rektor wurde auf dem Grundstück der Kirchengemeinde für die Summe von 1.500 Straits-Dollar errichtet.
Die folgenden Jahre läuteten das Ende der Elton-Ära ein. Zuerst musste Henry Elton sein Amt als Rektor aus gesundheitlichen Gründen aufgeben. Auch die Gesundheit seines Vaters war nach 25 Jahren harter Pionierarbeit angegriffen. In dieser Zeit hatte Reverend Elton lediglich dreimal Urlaub genommen. Vor seiner Rückkehr nach England im Jahr 1913 gelang es ihm noch, die Schulden für den Kirchenbau zurückzuzahlen, die Bauarbeiten an der Knabenschule sowie an der Mädchenschule abzuschließen und alle Gebäude schuldenfrei seinem Nachfolger zu übergeben.
Die Zeit vor dem Zweiten Weltkrieg
Als Rev. D. Brown die Schulleitung im Jahr 1939 übernahm, war die Zahl der Schüler auf 150 gestiegen und die Schule war berechtigt, als höchsten Abschluss die Junior-Cambridge-Prüfung durchzuführen. Im gleichen Jahr wurde Simon Yew, einer der Lehrer, durch den Gouverneur mit der Chief Scouts’ Medal of Merit ausgezeichnet. Es war die erste Auszeichnung für einen Pfadfinder in Nordborneo. Mit der Besetzung Nordborneos durch die Japaner nahm die Zahl der Schüler rasch ab und stagnierte zuletzt bei etwa 25. Bald darauf wurde die Schule von den Japanern geschlossen und als Funkstation genutzt. Bei der Zerstörung Sandakans wurde auch die St. Michael’s School ein Raub der Flammen.
Wiederaufbau nach dem Krieg

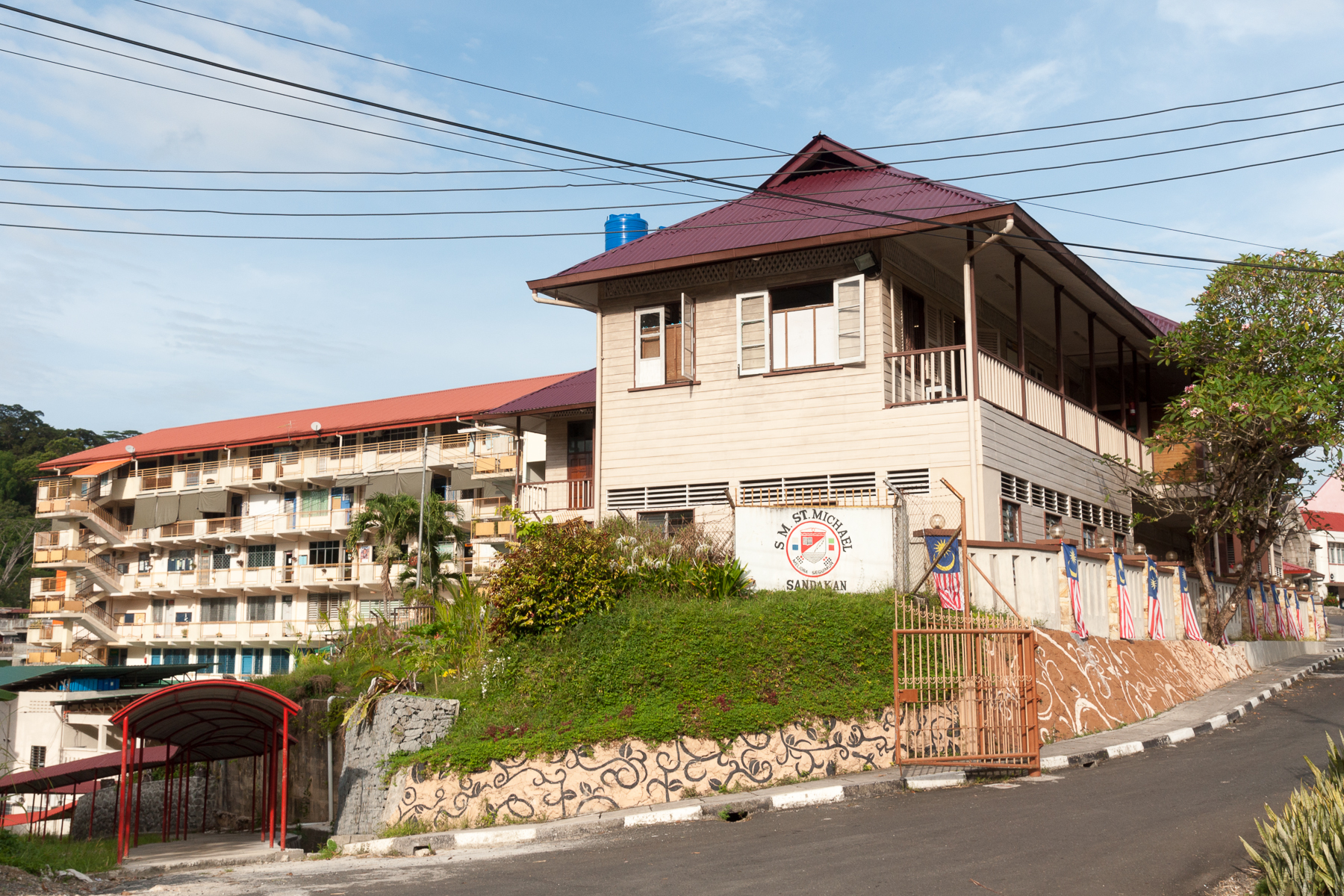
Der neue und alte Gebäudeblock

Unmittelbar nach Kriegsende war es Fu Yun Fatt, einem ehemaligen Schüler und Lehrer der Schule, zu verdanken, dass trotz finanzieller und personeller Engpässe ein Neuanfang möglich wurde. Fu gelang es, aus Attap, Bambus und aus dem Schutt geretteten Baumaterial ein provisorisches Schulgebäude zu errichten. Im Mai 1946 begann der Schulbetrieb mit neun Lehrkräften, darunter die Lehrerin S. Y. Voo, die bereits vor der Zerstörung lange Jahre an der Schule unterrichtet hatte.
Mit der Amtszeit von K. D. Franklin, die im Jahr 1951 begann, nahm ein ambitioniertes Entwicklungsprogramm seinen Anfang. Auf Franklins Agenda stand nicht nur die Errichtung eines neuen Schulgebäudes, sondern auch eine inhaltliche Reform der Sekundarstufe. Sein Enthusiasmus sprang auf die Bevölkerung über und es gelang ihm, für den Neubau innerhalb der Region eine Spendensumme von 25.000 Straits-Dollar einzuwerben. Der von A. Kerridge entworfene Schulbau wurde im Mai 1953 von Gouverneur Sir Ralph Hone eingeweiht. Damit konnte die Schülerzahl auf 400 gesteigert werden und Ende 1953 wurden die ersten Prüfungen zur Overseas Cambridge School Certificate.
Weiter steigende Schülerzahlen machten die Ausgliederung der Grundschule notwendig. 1959 zog die Primarstufe in ein Gebäude mit sechs Klassenräumen auf dem ehemaligen Cecily Estate um. Die St. Michael School war nun getrennt in die St. Michael’s Secondary School und die St. Michael’s Secondary School.
Die Schule heute
Die Schule ist heute als malaysischsprachige Nationalschule im malaysischen Bildungssystem integriert. Der Zugang zur Sekundarschule St. Michael ist ungeachtet des religiösen Hintergrundes möglich, obwohl die Schule nach wie vor den Namen den Heiligen St. Michael in ihrem Namen trägt.

## Liste der Schulleiter von St. Michael

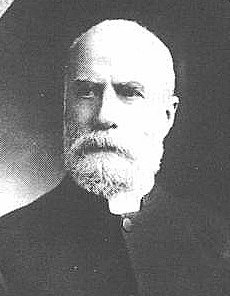
Der Gründer und erster Schulleiter, Rev. William Henry Elton

Von der Gründung bis heute wirkten 31 Schulleiter an der Schule:
| #   | Schulleiter                | Dienstzeit           |
| --- | -------------------------- | -------------------- |
| 1   | Rev. William Henry Elton   | 1888–1892            |
| 2   | H. J. Edney                | 1893–1894            |
| 3   | George Mathew              | 1895                 |
| 4   | Rev. William Henry Elton   | 1895–1901            |
| 5   | Henry Elton                | 1901–1913            |
| 6   | Rev. William Henry Elton   | 1913–1914            |
| 7   | Rev. R. J. Hitchcock       | 1915–1918            |
| 8   | L. E. Currey               | keine Angaben        |
| 9   | A. N. Ellis                | keine Angaben        |
| 10  | W. T. Keble                | keine Angaben        |
| 11  | D. S. Harrison             | keine Angaben        |
| 12  | Rev. S. M. Collier         | keine Angaben        |
| 13  | B. J. Sole                 | keine Angaben        |
| 14  | Rev. J. Palsley            | keine Angaben        |
| 15  | Rev. R. Cutler             | keine Angaben        |
| 16  | Rev. Henthorne             | keine Angaben        |
| 17  | Rev. P. Howse              | keine Angaben        |
| 18  | Fu Yun Fatt                | 1946–1947            |
| 19  | Rev. Jack Sparrow          | 1947–1948            |
| 20  | Rev. Norman Cecil Brown    | 1948–1949            |
| 21  | Fong Chung Fui (amtierend) | 1950–1951            |
| 22  | Kenneth Douglas Franklin   | 1951–1955            |
| 23  | John Brummell              | 1956–1965            |
| 24  | Thien Thau Khiong          | 1965–1970            |
| 25  | Vun Foh Foh                | 1970–1987            |
| 26  | Tung Yow Choi              | 1988–1994            |
| 27  | Ronnie Khoo                | 1994–1996            |
| 28  | Dr. Edward Miku Tionsu     | 1996–1998            |
| 29  | Henley Liew Yun Ye         | 1998–2003            |
| 30. | Lee Poh Chin               | 2003–2005            |
| 31. | Koh Kim Whatt              | 2006 – 11. März 2009 |
| 31. | Mr. Leong Kwok Cheong      | 2009 – heute         |